# 阿曼尼爾迪斯一世

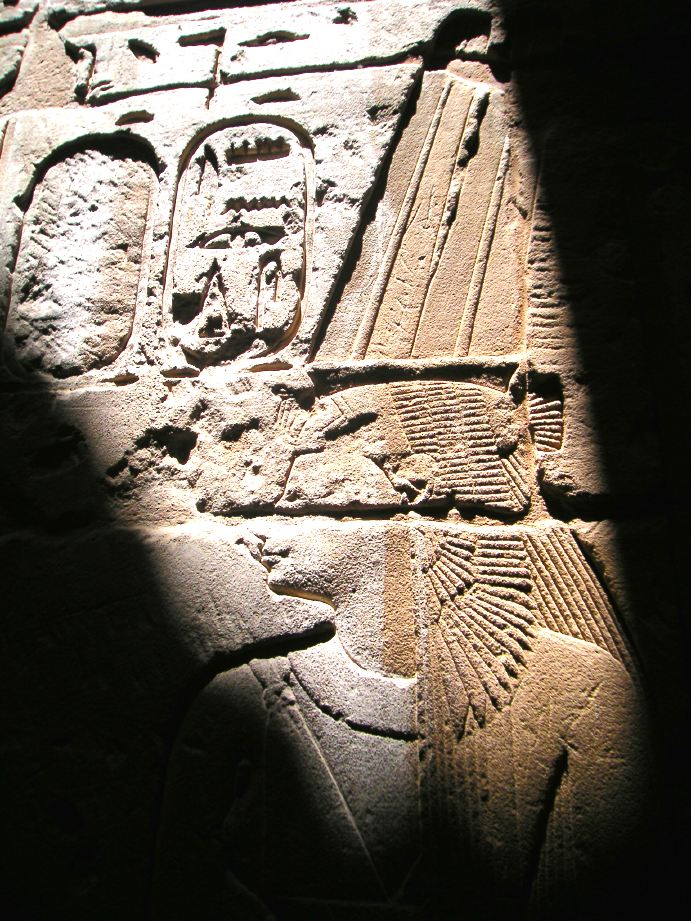
哈布城陵墓中的阿曼尼尔迪斯一世像

阿曼尼尔迪斯一世(Amenirdis I)或阿蒙尼尔迪斯一世(登基名：Khaneferumut)是古埃及阿蒙神的妻子。
她是库施(Kushite)王国公主，法老卡施塔(Kashta)与王后培巴特吉玛(Pebatjma)的女儿，很可能也是沙巴卡(Shabaka)法老和皮耶(Piye)法老的姐姐。卡施塔安排阿曼尼尔迪斯一世(Amenirdis I)成为底比斯侍奉阿蒙神的妻子谢佩努彼特一世(Shepenupet I)的继位人。这显示，卡施塔在他的继任者皮耶继位前，实际已经控制了上埃及。
她作为高级女祭司的统治时间大约在公元前714年到700年间，在沙巴卡(Shabaka)和沙巴塔卡(Shabataka)统治期间，收养了皮耶的女儿谢佩努彼特二世(Shepenupet II)作为她的继任者。死后，被安葬在哈布城(Medinet-Habu)陵墓。
在卡纳克神庙的奥西里斯-赫克安杰提(永恒的统治者)神殿中有她的画像，在瓦迪加索斯(Wadi Gasus)伴随着谢佩努彼特一世。在两份祭品表、五座塑像，一块石碑和包括圣甲虫在内的几个小物件中都提到她。
圣书体名

出生名：
| i | mn · n | D4 | X8 | s |

名字：
| t | G14 | N28 | F35 | F35 | F35 |

## 参阅文献
1. 1 2 3 4  Aidan Dodson & Dyan Hilton, The Complete Royal Families of Ancient Egypt, Thames & Hudson (2004) ISBN 0-500-05128-3, p.238
2. ↑  Ian Shaw, The Oxford History of Ancient Egypt, Oxford University Press 2003. p.347
3. ↑  Alexander J. Peden, The Graffiti of Pharaonic Egypt: Scope and Roles of Informal Writings (c. 3100-332 B.C.), Brill Academic Publishers 2001. p.276
4. ↑  László Török, The Kingdom of Kush: Handbook of the Napatan-Meroitic Civilization. (Handbuch der Orientalistik 31), Brill 1997. p.149

| 前任： 谢佩努彼特一世 | 阿蒙神的妻子   | 繼任： 谢佩努彼特二世 |
| 前任： 谢佩努彼特一世 | 阿蒙神的侍奉者 | 繼任： 谢佩努彼特二世 |